# ماورو غالفايو
ماورو غالفايو (بالبرتغالية: Mauro Galvão‏) (مواليد 19 ديسمبر 1961) هو لاعب كرة قدم. يلعب مع منتخب البرازيل لكرة القدم. سبق له أن لعب في كأس العالم لكرة القدم مع منتخب بلاده.

## روابط خارجية
- ماورو غالفايو على موقع الاتحاد الدولي (مؤرشف)  (الإنجليزية)
- ماورو غالفايو على موقع الاتحاد الأوربي (الإنجليزية)
- ماورو غالفايو على موقع قاعدة بيانات كرة القدم.إي يو (الإنجليزية)
- ماورو غالفايو على موقع ناشيونال فوتبول تيمز (الإنجليزية)
- ماورو غالفايو على موقع عالم كرة القدم.نت (الإنجليزية)
- ماورو غالفايو على موقع أوليمبيديا (الإنجليزية)
- ماورو غالفايو على موقع اللجنة الأولمبية البرازيلية (البرتغالية)